# Джо Мерівезер
Джо Мерівезер (англ. Joe Meriweather, 26 жовтня 1953, Фенікс-Сіті, Алабама, США — 13 жовтня 2013, Колумбус, Джорджія, США) — американський професіональний баскетболіст, що грав на позиціях центрового і важкого форварда за низку команд НБА. Гравець національної збірної США.

## Ігрова кар'єра
На університетському рівні грав за команду Південний Іллінойс (1972–1975). 
1974 року завоював бронзову медаль чемпіонату світу у складі Збірної США з баскетболу.
1975 року був обраний у першому раунді драфту НБА під загальним 11-м номером командою «Х'юстон Рокетс». Захищав кольори команди з Х'юстона протягом одного сезону.
З 1976 по 1977 рік грав у складі «Атланта Гокс».
1977 року перейшов до «Нью-Орлінс Джаз», у складі якої провів наступні 2 сезони своєї кар'єри.
Наступною командою в кар'єрі гравця була «Нью-Йорк Нікс», за яку він відіграв один сезон.
З 1980 по 1985 рік грав у складі «Канзас-Сіті Кінгс».
1985 року перейшов до італійської команди «Гранароло» (Болонья), у складі якої провів наступний сезон своєї кар'єри.
Останньою ж командою в кар'єрі гравця стала «Ховентут» з Іспанії, до складу якої він приєднався 1987 року і за яку відіграв один сезон.

## Тренерська кар'єра
1994 року, будучи головним тренером команди «Канзас-Сіті Мустангс» привів їх до виграшу регулярного сезону Жіночої баскетбольної асоціації, не програвши жодного матчу, але в плей-оф команда вилетіла в другому раунді.
З 1997 до 2010 року очолював жіночу баскетбольну команду Університету Парк.
Помер 13 жовтня 2013 року в Колумбусі, Джорджія.